# Napolitansk häst

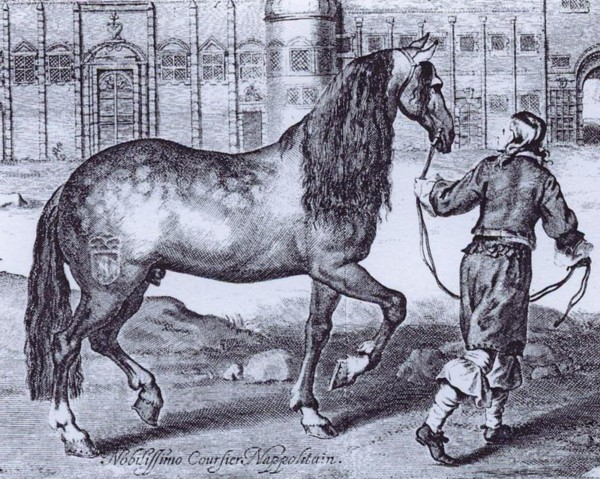
Gravering från 1600-talet som visar en grå napolitanare

Den Napolitanska hästen var en speciell typ av häst som avlades fram i områdena runt Neapel från 1400-talet och ända fram till 1800-talet. Den var en omtyckt körhäst men användes mest som kavallerihäst. Hästarna utvecklades med hjälp av orientaliska hästar och användes även för att avla fram många av dagens europeiska hästraser.  

## Historia
Från och med 1400-talet hade hästaveln i hela Europa och Mellanöstern utvecklats så pass mycket att man nu kunde avla fram distinkta typer, även om man inte hade begreppet hästras under den här tiden. Neapel hade blivit känd för sin avel av sina hästar som kort och gott kallades napolitanska hästar, då hästar ofta fick namn baserat på varifrån de kom eller vem som ägde dem. Den första aragoniska kungen i Neapel, Alfonso V lade ner mycket tid och pengar på hästkultur och hjälpte bland annat till att anlägga flera stuterier, hingstdepåer och träningsanläggningar. 
Utvecklingen av skjutvapen innebar att man numera inte behövde de kraftiga och starka stridhästarna längre och efterfrågan på elegantare, snabbare och smidigare hästar som man även kunde använda som körhäst eller ridhäst på hemmaplan ökade. De gamla inhemska stridshästarna korsades med hästar från Orienten, bland annat araber, achaltekeer och berberhästar. 
Uppfödarna i Neapel, som i huvudsak var rikare adelsmän, köpte många hästar från Spanien och den moriska invasionen hade lett till att det fanns många berberhästar i landet som nu även såldes till Neapel, antagligen tillsammans en hel del andalusierhästar. Resultatet blev en häst, tydligt influerad av barocken som snabbt blev populär i hela Europa. Hästarna kallades först för "la razza del re" eller "Kungens häst". Alfonso V var själv riktigt stolt över sina hästar och gav dem ofta som gåvor till rika adelsmän eller regenter. 
Aveln av de napolitanska hästarna försvann först under 1860-talet i och med Italiens enandet. Fram till detta hade Neapel varit Italiens hästrikaste region. De Neapolitanska hästarna slutade att avlas och försvann genom utavel med andra hästraser som mötte folkets nya efterfrågan. Dagens motsvarighet till den Neapolitanska hästen sägs vara lipizzanern och kladruberhästen. En del napolitanska hästar fördes under olika tidsepoker till Murge i Apulien där de fick i ett vilt tillstånd och än idag finns vilda hästar i Murge. Dessa hästar har bevarat väldigt många drag av den ursprungliga napolitanska hästen, men idag anses vara en egen ras som kallas murgese.

## Egenskaper
Hästarna från Neapel fick snabbt rykte om sig att vara smidigare och mer flexibel som stridshäst än de förra kraftigare hästarna. De fick lovord för sitt mod och sitt nobla utseende. Huvudet var typiskt aristokratiskt utseende med utåtbuktande nosprofil och kraftig, naturligt böjd nacke. 